# Starland Vocal Band
La Starland Vocal Band è stato un gruppo musicale pop statunitense formatosi a Washington attivo tra il 1976 e 1981, noto principalmente per la canzone Afternoon Delight, uno dei singoli più venduti del 1976 che balzò in testa alle classifiche USA.

## Carriera
Il gruppo iniziò come Fat City, un duo marito/moglie di Bill Danoff e Taffy Nivert.
Danoff e Nivert hanno scritto insieme la canzone "I Guess He'd Rather Be in Colorado" e poi, con John Denver, "Take Me Home, Country Roads", che è diventata un singolo di successo nel 1971 ed è diventata una canzone ufficiale della Virginia Occidentale nel 2014. Il duo registrò due album come Fat City (Reincarnation, Welcome to Fat City) e altri due come Bill & Taffy (Pass It On, Aces), tutti pubblicati dal 1969 al 1974.
A metà degli anni Settanta si formò la Starland Vocal Band, che successivamente firmò per l'etichetta di Denver Windsong Records. La Starland Vocal Band comprendeva anche Jon Carroll (tastiere, chitarra, voce) e Margot Chapman (voce). Carroll e Chapman divennero anche una coppia, sposandosi nel 1978.
L'album di debutto del gruppo era intitolato Starland Vocal Band e conteneva "Afternoon Delight". La canzone fu un successo numero uno negli Stati Uniti e anche l'album entrò nella classifica dei dischi. Nel 1977 furono nominati per quattro Grammy Award e ne vinsero due: il Miglior arrangiamento per voci e il Miglior nuovo artista, quest'ultimo assegnato al gruppo Boston. La canzone raggiunse anche la posizione numero 18 nella UK Singles Chart. L'album successivo, Rear View Mirror, non andò altrettanto bene, con 13 settimane nella Billboard 200 e un picco alla posizione numero 104.
Il gruppo ha condotto un varietà, The Starland Vocal Band Show, andato in onda sulla CBS per sei settimane nell'estate del 1977. David Letterman è stato autore e ospite fisso dello show, al quale hanno partecipato anche Mark Russell, Jeff Altman e Proctor and Bergman. April Kelly era un'autrice della serie.
Incapace di eguagliare il successo precedente, la band si sciolse nel 1981. Carroll e Chapman divorziarono nel corso dello stesso anno, seguiti da Danoff e Nivert nel 1982. Tutti e quattro i membri intrapresero carriere da solisti. Tutti e quattro i membri sono rimasti in rapporti amichevoli e nel 1998 il gruppo si è riunito per alcuni concerti, spesso con la partecipazione dei figli dei quattro membri originali come voci aggiuntive. Nel 2007 sono apparsi in uno speciale degli anni '70 sul New Jersey Network (NJN), cantando Afternoon Delight.
Nel 2010, Billboard ha nominato Afternoon Delight la ventesima canzone più sexy di tutti i tempi. Grazie al suo successo, la canzone è stata inserita in film come PCU, Anchorman e Good Will Hunting e nel programma televisivo Glee.

## Discografia

### Album in studio
| Anno                                                         | Album                                                                                | Posizione massima in classifica |
| Anno                                                         | Album                                                                                | US                              |
| ------------------------------------------------------------ | ------------------------------------------------------------------------------------ | ------------------------------- |
| 1976                                                         | Starland Vocal Band - Release date: 1976 - Label: Windsong 1351                      | 20                              |
| 1977                                                         | Rear View Mirror - Release date: April 15, 1977 - Label: Windsong 2239               | 104                             |
| 1978                                                         | Late Nite Radio - Release date: March 1978 - Label: Windsong 2598                    |                                 |
| 1980                                                         | 4 X 4 - Data di uscita: 11 marzo 1980 - Etichetta: Windsong 3536                     |                                 |
| 1980                                                         | Christmas at Home - Data di pubblicazione: 25 novembre 1980 - Etichetta: Breaker 100 |                                 |
| "-" indica le uscite che non hanno raggiunto le classifiche. |                                                                                      |                                 |

Una compilation in CD, Afternoon Delight: The Best of the Starland Vocal Band, è stata pubblicata nel 1995 da K-tel. Sempre nel 1995, Collectables pubblicò Afternoon Delight: A Golden Classics Edition che includeva tutte le tracce dei primi due album.

### Singoli
| Anno | A/B-side songs                                          | Catalogo # (Windsong) | Posizioni massime in classifica | Posizioni massime in classifica | Posizioni massime in classifica | Posizioni massime in classifica | Posizioni massime in classifica | Album               |
| Anno | A/B-side songs                                          | Catalogo # (Windsong) | US                              | AUS                             | CAN                             | CAN AC                          | UK                              | Album               |
| --- | ------------------------------------------------------- | --------------------- | ------------------------------- | ------------------------------- | ------------------------------- | ------------------------------- | ------------------------------- | ------------------- |
| 1976 | "Afternoon Delight" / "Starland"                        | 10588                 | 1                               | 6                               | 1                               | 6                               | 18                              | Starland Vocal Band |
| 1976 | "California Day" / "War Surplus Baby"                   | 10785                 | 66                              | —                               | —                               | 22                              | —                               | Starland Vocal Band |
| 1976 | "Hail! Hail! Rock and Roll!" / "Ain't It the Fall"      | 10855                 | 71                              | —                               | 92                              | —                               | —                               | Starland Vocal Band |
| 1977 | "Afternoon Delight" / "California Day"                  | 10943                 | —                               | —                               | —                               | —                               | —                               | Starland Vocal Band |
| 1977 | "Liberated Woman" / "Fallin' in a Deep Hole"            | 10992                 | —                               | —                               | —                               | —                               | —                               | Rear View Mirror    |
| 1977 | "The Light of My Life" / "Prism"                        | 11067                 | —                               | —                               | —                               | 36                              | —                               | Rear View Mirror    |
| 1977 | "Mr. Wrong" / Too Long a Journey"                       | 11168                 | —                               | —                               | —                               | 33                              | —                               | Rear View Mirror    |
| 1978 | "Late Nite Radio" / "Please Ms. Newslady"               | 11261                 | —                               | —                               | —                               | —                               | —                               | Late Nite Radio     |
| 1980 | "Loving You with My Eyes" / "Apartment for Rent"        | 11899                 | 71                              | —                               | —                               | 26                              | —                               | 4 X 4               |
| 1980 | "(Love) Thought I Would Never Find Love" / "Love Stuff" | 12011                 | —                               | —                               | —                               | —                               | —                               | 4 X 4               |
| "—" indica le uscite che non hanno raggiunto le classifiche o che non sono state pubblicate in quel territorio. |                                                         |                       |                                 |                                 |                                 |                                 |                                 |                     |

## Riconoscimenti
- Grammy Award al miglior artista esordiente 1977[7]